# Józefina Gabriela Bonino
Józefina Gabriela Bonino, właśc. wł. Giuseppina Bonino (ur. 5 września 1843 w Savigliano, zm. 8 lutego 1906 w Savonie) – włoska tercjarka franciszkańska (OFS) i dziewica konsekrowana, założycielka Zgromadzenia Sióstr Świętej Rodziny z Savigliano (STF), błogosławiona Kościoła rzymskokatolickiego.
Urodziła się w zamożnej i bardzo religijnej rodzinie w Savigliano, która przeniosła się później do Turynu. W Turynie uczęszczała do liceum Sióstr świętego Józefa. Mając 18 lat, za zgodą spowiednika, złożyła dozgonne śluby czystości. W wieku 26 wróciła do rodzinnego miasta. Zafascynowana duchowością Karmelu wstąpiła do franciszkańskiego Zakonu od Pokuty.
Wkrótce wykryto u niej guz rdzenia. Została uzdrowiona za wstawiennictwem Maryi. W 1877 roku udała się razem z matką do Lourdes aby jej podziękować. W 1880 roku Józefina założyła Zgromadzenie Sióstr Świętej Rodziny z Savigliano (wł. Suore della Sacra Famiglia di Savigliano), którym kierowała do śmierci.
Zmarła na zapalenie płuc w opinii świętości.
Została beatyfikowana przez Jana Pawła II w dniu 7 maja 1995 roku.